# Stuart Packer
Stuart Packer (* 29. Januar 1965 in Aldershot, Hampshire, England) ist ein britischer Schauspieler.

## Leben
Packer wurde am 29. Januar 1965 in Aldershot geboren. Von 1991 bis 1992 lernte er das Schauspiel am St Catherine’s Drama Studio. Ab demselben Zeitraum begann er regelmäßig auf verschiedenen Bühnen als Theaterschauspieler zu spielen. 2002 gab er in der Rolle des Brian im Film Baby Blues sein Filmschauspieldebüt. Nach einer Episodenrolle in der Fernsehserie Murder in Mind folgten Besetzungen in den Kurzfilmen Commas, The Consultation Fee, My Favourite Time of the Day, Blind Date und Bondage for Freedom. 2018 übernahm er eine Nebenrolle im Spielfilm Hurricane – Luftschlacht um England. Außerdem war er im Folgejahr in der Rolle des Herbert im Fernsehfilm Rosamunde Pilcher: Die Braut meines Bruders. Als Flint Miller wirkte er 2021 im Film It Came from Below mit. 2022 übernahm er die größere Rolle des Captain Renfield im Film Dracula – The Original Living Vampire.

## Filmografie (Auswahl)
- 2002: Baby Blues
- 2003: Murder in Mind (Fernsehserie, Episode 3x08)
- 2005: Commas (Kurzfilm)
- 2006: The Consultation Fee (Kurzfilm)
- 2008: My Favourite Time of the Day (Kurzfilm; Sprechrolle)
- 2008: Blind Date (Kurzfilm)
- 2009: Bondage for Freedom (Kurzfilm)
- 2010: Vehemence
- 2015: Spotless (Fernsehserie, Episode 1x01)
- 2017: Breakdown (Kurzfilm)
- 2018: Hurricane – Luftschlacht um England (Hurricane)
- 2019: Rosamunde Pilcher: Die Braut meines Bruders (Fernsehfilm)
- 2019: The Other You (Kurzfilm)
- 2020: School’s Out (Kurzfilm)
- 2020: Quarantine Tales (Fernsehserie)
- 2020: Monologues (Kurzfilm)
- 2021: It Came from Below
- 2022: Dracula – The Original Living Vampire (Dracula: The Original Living Vampire)
- 2022: Banglatown

## Theater (Auswahl)
- 1991: Dust , Regie: June Cooper, St Catherine’s Drama Studio
- 1991: Pirate & Policeman, Yvonne Arnaud Theatre
- 1991: Ferdinand, Regie: June Cooper, St Catherine’s Drama Studio
- 1992: Ron, Etcetera Theatre
- 1992: Young Scrooge & Ghost of Christmas Future, Regie: Kate Bone und Phil Kingston, The Tabard Theatre
- 1993: Edward, Regie: Leslie Lawton, Churchil Theatre
- 1994: Comedy Actor, Regie: Brian Thresh, Image Musical Theatre
- 1994: The Prince, Trevor Bannister, Lyceum Theatre
- 1995: Harry the Bellhop, Regie: Sean O’Connor, Finborough Theatre
- 1995: The Sergeant, Regie: Ronald Selwyn Phillips, Barons Court Theatre
- 1995: Herald and Voice of the Mirror, Regie: Trevor Bannister, Harlequin Theatre
- 1996: Lord Arthur, Regie: Ronald Selwyn Phillips, Barons Court Theatre
- 1996: Houdini, Regie: Doug Rollins, Barons Court Theatre
- 1997: Pete, Regie: Elly Comanos, King’s Head Theatre
- 1999: Lester, Regie: Kieron Barry, The Grace Theatre
- 2011: Glastonbury Man, Regie: Robert Miles, Brewhouse Theatre